# Premis YoGa 2020
Els 31ns Premis YoGa foren concedits al "pitjoret" de la producció cinematogràfica de 2019 per Catacric la nit del 28 de gener de 2020 "en un lloc cèntric de Barcelona" per un jurat anònim que ha tingut en compte les apreciacions, comentaris i suggeriments dels lectors de la seva web, de Facebook i de Twitter.

## Guardonats
| Secció           | Premi               | Nom                               | Guanyador |
| ---------------- | ------------------- | --------------------------------- | --- |
| Cinema estranger | Pitjor pel·lícula   | "Superempollones"                 | Midsommar i Serenity |
| Cinema estranger | Pitjor director     | "Cristal oscuro"                  | M. Night Shyamalan, per Glass |
| Cinema estranger | Pitjor actor        | "El bello y el bestial"           | Timothée Chalamet, per Beautiful Boy, Donetes i Dia de pluja a Nova York; i Christian Clavier, per Ibiza i Déu meu, però què t'hem fet... ara?                                                                                                   |
| Cinema estranger | Pitjor actriu       | "Resacón en las vergas"           | Jennifer Lopez, per Hustlers i Second Act |
| Cinema espanyol  | Pitjor pel·lícula   | "Mejor nos hacemos unas pajillas" | Padre no hay más que uno |
| Cinema espanyol  | Pitjor director     | "Octo-pussy"                      | Isabel Coixet, per Elisa y Marcela |
| Cinema espanyol  | Pitjor actor        | "Sayonara baby"                   | Dani Rovira, per Los Japón i Taxi a Gibraltar |
| Cinema espanyol  | Pitjor actriu       | "Mala èpoque"                     | Maribel Verdú, per El asesino de los caprichos |
| Especials        | Factoría Disney     | "Hakuna patata"                   | The Walt Disney Company, pels remakes de Aladdin, Dumbo i The Lyon King |
| Especials        | Fin de una saga     | "Hasta luego, Lucas"              | Lucasfilm, per Star Wars: L'ascens de Skywalker i les cinc entregues precedents |
| Especials        | Maquillaje digital  | "No te pixeles, que no te veo"    | Mill Film, Moving Picture Company i Lola VFX UK, per Cats; Industrial Light & Magic, per The Irishman; i Weta Digital, Park Road Post Production, Universal Production Partners, Scanline VFX GmbH, Legend3D i East Side Effects, per Gemini Man |
| Especials        | De casa             | "Más de 7 razones para huir"      | Liberté i Love Me Not |
| Especials        | Uno de los nuestros | "Jeta Jeta abran"                 | Óscar Peyrou, per no veure les pel·lícules sobre les que escriu |